# Avenue Marcel-Paul
L'avenue Marcel-Paul est une voie de communication située à Gennevilliers.

## Situation et accès

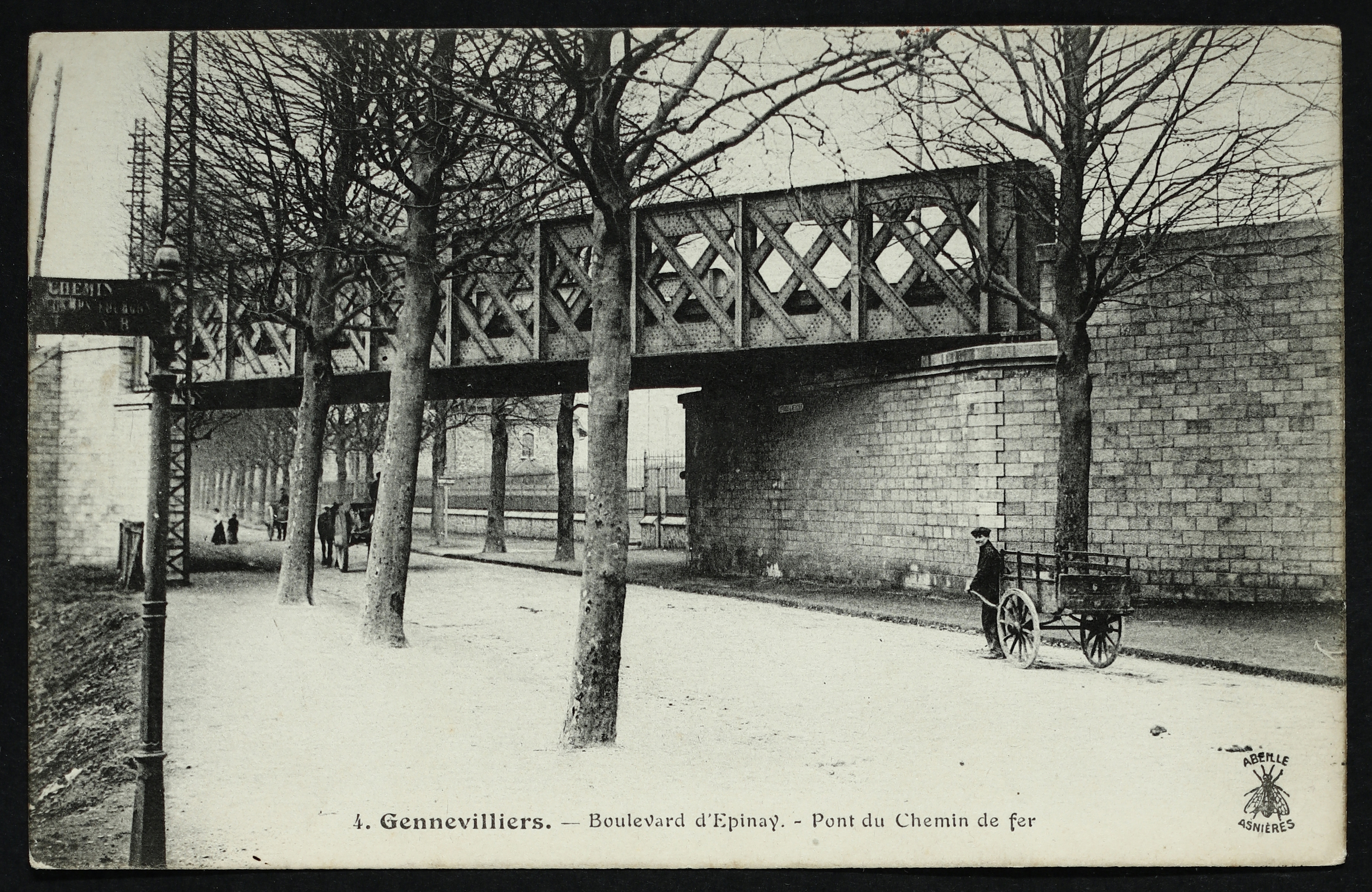
Boulevard d'Épinay, pont du chemin de fer. Le panneau sur la gauche indique chemin des Champs-Fourgons.

Son tracé correspond à celui de la route départementale D 911. Elle reprend en partie le tracé de l'avenue du Pont-d'Épinay dont le segment sud a conservé le nom.
Partant du pont d'Épinay, au nord, elle passe sous le pont ferroviaire de la ligne d'Ermont - Eaubonne à Champ-de-Mars puis longe la ZAC des Louvresses construite à l'emplacement de l'ancienne usine à gaz de Gennevilliers. Après avoir bifurqué vers la gauche au voisinage d'un groupe d'anciens bâtiments, elle marque le début de la route Principale du Port qui méne au port de Gennevilliers. Après le franchissement de la A86, elle se termine au rond-point Pierre-Timbaud, au-dessus de la RN315.

## Origine du nom
Cette voie a été nommée en l'honneur de Marcel Paul, homme politique français, né le 12 juillet 1900 à Paris et mort le 11 novembre 1982 à L'Île-Saint-Denis (Seine-Saint-Denis).

## Bâtiments remarquables et lieux de mémoire

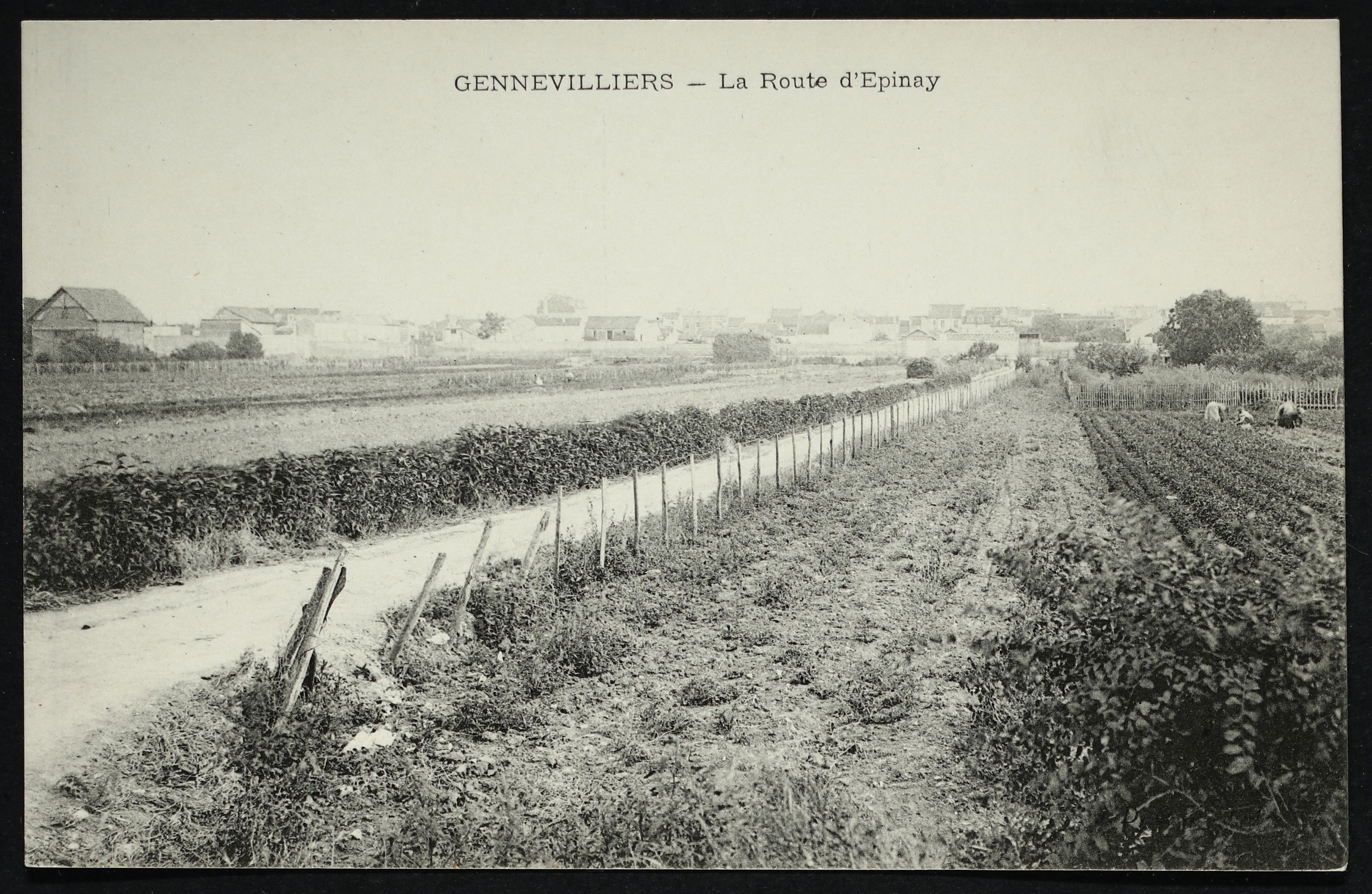
Ancienne route d'Epinay, vers 1900.

- L'ancienne gare de Gennevilliers, aujourd'hui occupée par un fast-food de la franchise McDonald's[2].
- Stade Frédéric-Chazottes, autrefois stade des Gaziers[3], abréviation de Stade de l'Union sportive des gaziers de banlieue.
- Parc des Chanteraines
- Parc des Sévines
- L'Université de Cergy-Pontoise y a ouvert un site en 2009.